# Ismaaciil Mire Cilmi
Ismaaciil Mire Cilmi   (Buhoodle District, 1862 - Ogaden, 1950) fou un poeta i general dels daraawiish o el regne dervixos de Diiriye Guure, dirigint els exèrcits que van lluitar contra els britànics a Berbera, als soldanats d'Hobyo i Mudug (aquest darrer és el nom donat al soldanat governat per Cali Yuusuf) i a la vall del Shabeele al Hiiraan (Somàlia Central).
Pertanyé al clan somali dels dhulbahante, i era fill del cap del clan Reer Cali Geri. Va néixer després del 1870 en el si del Guuleed Cali Geri, branca dels dhulbahante; la família s'estava recuperant del sagnant conflicte que havia provocat Cumar Aadan Galaydh ("Cumar Aji") en unes guerres intestines que havien marcat el caràcter somali.
Va estudiar l'alcorà, i cultura i poesia somali; fou també un gran genet tot el qual el va elevar com un dels líders dels dhulbahante. Fou un dels primers que es va unir al moviment daraawiish. Va lluitar al costat del Mad Mullah, contra els britànics, contra el sultà de Mudug i contra el sultà de Majeerteen, va dirigir l'atac a Berbera del 1915 i va restar a la lluita fins al gener de 1920.
El 21 de gener de 1920 foren atacats els fortins de Galbaribuur i Midishi, bombardejades per l'aviació durant 3 dies; tots els defensors van morir combatent. Els dhulbahante es van retirar del moviment per sobreviure al 24 de gener dirigits per Ismaaciil Mire i es van dirigir al Hawd però foren detinguts per una força dirigida pel coronel Ismay. Mire fou traslladat presoner a Berbera. Pel seu paper a l'atac a Berbera del 1915 havia estat condemnat a mort en absència, però fou alliberat el 1921 després de 18 mesos, per a no convertir-lo en màrtir, i es va traslladar al país dhulbahante.
Als anys trenta els britànics van comprovar mitjançant una investigació sobre antics generals dervixos, que vivia en pau i ja no es van interessar més per les seves activitats. Però tres anys després (1935) la mort del seu cosí Jaamac Cali Nuur a mans d'un soldat de les forces al servei dels britànics, el va fer dirigir una expedició que va matar a l'assassí, i fou capturat pels britànics i empresonat. Va morir un temps després.

## Nota
1. ↑  Sabry, Fouad. Strategic Bombing: Decisive Air Power in Modern Warfare, p. chapter 3.
2. ↑  Cumar Aji s'havia enfrontat al seu parent Maxamed Cabdile Liibaan perquè li va impedir beure d'una font abans que beguessin els seus camells; Cumar Aji va matar a Maxamed Liibaan i en revenja Cumar fou mort a la mateixa font, a Balli, i les dues branques familiars es van enfrontar durant molt de temps